# Aranka Kops
Aranka Kops (8 de octubre de 1995) es una deportista neerlandesa que compite en remo como timonel.
Ganó una medalla de plata en el Campeonato Mundial de Remo de 2019 y dos medallas de bronce en el Campeonato Europeo de Remo, en los años 2019 y 2020.

## Palmarés internacional
| Campeonato Mundial | Campeonato Mundial   | Campeonato Mundial | Campeonato Mundial |
| Año                | Lugar                | Medalla            | Prueba             |
| ------------------ | -------------------- | ------------------ | ------------------ |
| 2019               | Ottensheim (Austria) | Medalla de plata   | Ocho con timonel   |
| Campeonato Europeo |                      |                    |                    |
| Año                | Lugar                | Medalla            | Prueba             |
| 2019               | Lucerna (Suiza)      | Medalla de bronce  | Ocho con timonel   |
| 2020               | Poznań (Polonia)     | Medalla de bronce  | Ocho con timonel   |